# Richard Stehlík
Richard Stehlík, född 22 juni 1984 i Skalica, är en slovakisk professionell ishockeyspelare som spelar för HC Vitkovice i Slovakien. Den 18 juli 2012 skrev han på ett ettårskontrakt med Modo Hockey.
Stehlík valdes av Nashville Predators som 76:e spelare totalt i 2003 års NHL Entry Draft.

## Klubbar
- HK 36 Skalica, Moderklubb-2002, 2004-2005
- Sherbrooke Castors, 2002-2003
- Lewiston Maineiacs, 2003-2004
- HC Dukla Trenčín, 2004-2005
- HC Sparta Prag, 2005-2008
- Milwaukee Admirals, 2007-2008
- HC Vítkovice Steel, 2008-2010
- HC Kometa Brno, 2010-2011
- Salavat Julajev Ufa, 2011-2012
- Atlant Mytisjtji, 2011-2012
- Modo Hockey, 2012-2013
- HC Vitkovice, 2013-